# 1972年冲绳县议会议员选举
1972年沖繩縣議會選舉即第1屆沖繩縣議會選舉，是日本沖繩縣於1972年6月25日舉行的地方議會選舉，因為琉球在二战之後被美軍統治，因此直到1972年沖繩返還后才舉行戰後第1屆沖繩縣議會選舉，而且沖繩縣議會選舉總是晚日本統一地方选举 （在除4餘數為3的公元年）一年。本次选举同一天舉行1972年沖繩縣知事選舉。

## 选举制度
本次选举改选议会全部44席议员，採复数选区制，共12个选区，另外有4个选区共10个席次为等额选举，议员自动当选，没有进行投票，因此实际竞选34个席次。

## 选举焦点
本次选举是冲绳县议会戰後第1屆选举，但在此前美軍統治期间琉球已经自1952年开始举行8次立法院议员选举，在1968年的第8次立法院议员选举中亲美的冲绳自由民主党在32席中获得过半的17席，但同日的第一次琉球政府行政主席通常選舉由主張立即復歸日本的屋良朝苗胜出，可见在返還前夕，琉球民众对于美国势力退出与返回日本形式仍有争议。然而在返還后，駐日美軍仍然大量驻扎冲绳，冲绳民众对美軍的不满的同时，也不满对美軍软弱的日本中央政府，政治局势由“亲美暂缓返还对亲日立即缓返”，转变为“亲中央保留美軍对反中央立即撤离美軍”。

## 选举结果
选举结果自民黨获得20席虽然是第一大党，但并未过半。支持革新派琉球行政主席屋良朝苗的日本社会党、沖繩人民黨、沖繩社會大眾黨、公明黨加上无党籍吉田光正共获得23席超过半数。
| 党派               | 党派              | 获得席位 |
| ------------------ | ----------------- | -------- |
|                    | 日本社会党        | 4        |
| 沖繩人民黨         | 6                 |          |
| 冲绳社会大众党     | 11                |          |
| 公明党             | 1                 |          |
| 无党籍（非执政派） | 1                 |          |
| 革新派 (执政黨)    | 革新派 (执政黨)   | 23       |
|                    | 自民党            | 20       |
| 无党籍（自民黨派） | 1                 |          |
| 自民黨派 (在野黨)  | 自民黨派 (在野黨) | 21       |
| 总计               | 总计              | 44       |